# Thou
Thou kojeg još nazivaju i mil je Anglosaksonska mjera za duljinu. Thou vuče iz činjenice da joj je veličina jedna tisućinka palca; Thousandth (tisućinka), a mil jer je milipalac. Upotrebljava se u strojarstvu i mehanici, za precizna mjerenja, da bi se izrazila debljina žice, papira, folije, sloja boje, plastike, kao i tolerancije i zračnosti strojnih dijelova.
Mil je ime koje je poteklo u US, a Thou u UK. Dolaskom metričkog sustava u SAD, uporaba termina Milje počela opadati, a sve se više upotrebljava termin Thou, s ciljem izbjegavanja zamjene s milimetrom. 

## Usporedba s drugim mjerama
1 thou je jednak:
0.001 internacionalni palac (1 internacionalni palac je jednak 1,000 thou)
0.0254 mm, or 25.4 μm (1 milimetar je otprilike jednak 39.37 thou)